# Gumond
Gumond település Franciaországban, Corrèze megyében. Lakosainak száma 99 fő (2022. január 1.). Gumond Champagnac-la-Prune, Espagnac, Gros-Chastang, La Roche-Canillac, Saint-Pardoux-la-Croisille és Saint-Paul községekkel határos.

## Népesség
A település népességének változása:
| Lakosok száma | 119  | 93   | 80   | 111  | 97   | 96   | 95   | 94   | 95   | 99   |
|               | 1968 | 1982 | 1990 | 2006 | 2013 | 2015 | 2017 | 2019 | 2020 | 2022 |